# Курдонер

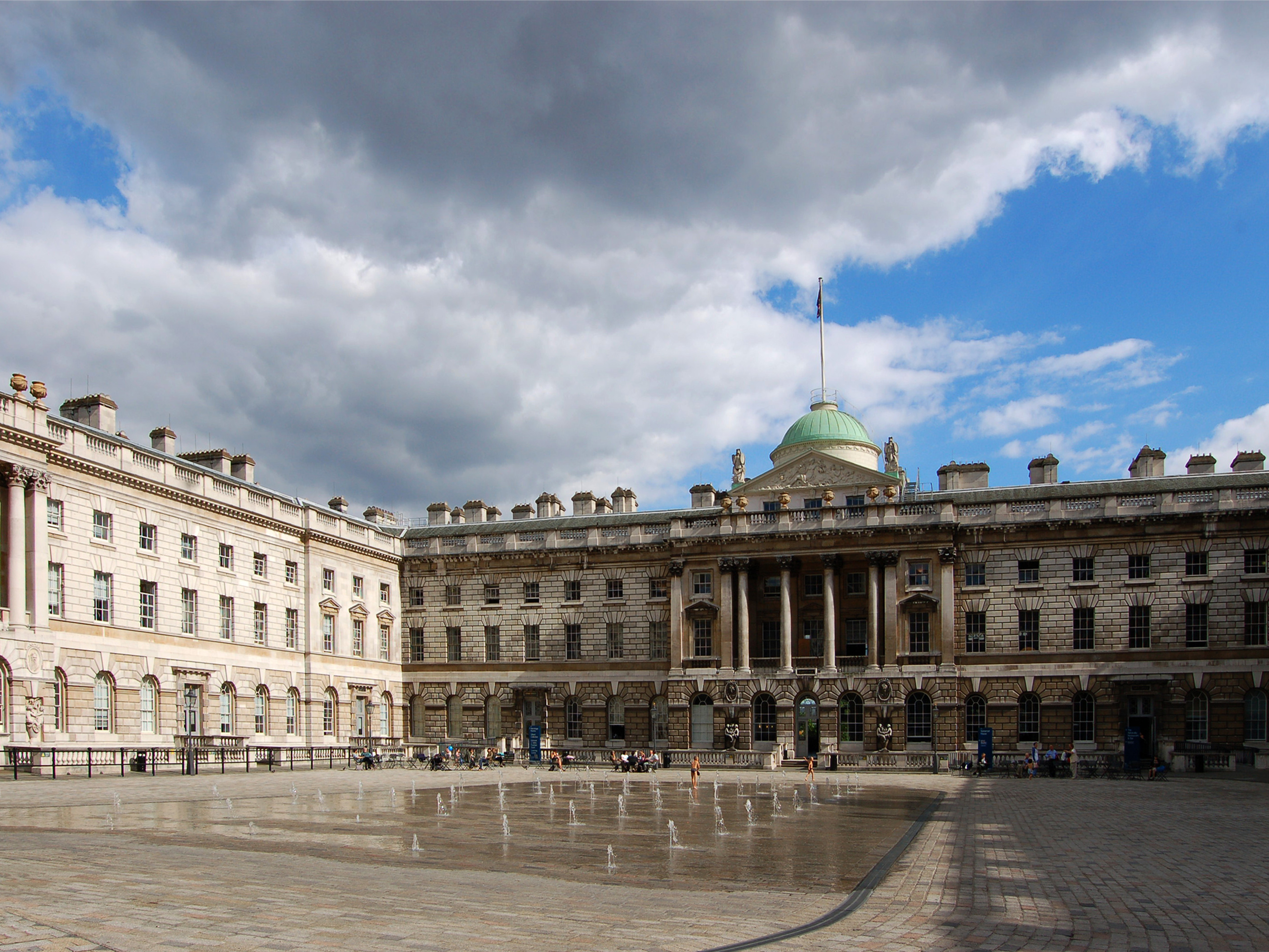
Лондон. Сомерсет Хаус, курдонер з фонтанами.

Курдоне́р (фр. cour d'honneur — «почесний двір») — зазвичай, передня ділянка двору перед парадним фасадом історичної, суспільно значущої будівлі. Почесний двір в історичних спорудах зазвичай утворюють палац і його бічні флігелі.
Курдонер може бути відкритим з одного боку або відокремленим від вулиці чи площі брамою, наскрізними ґратами, іноді колонадою.

## Курдонер у добу бароко

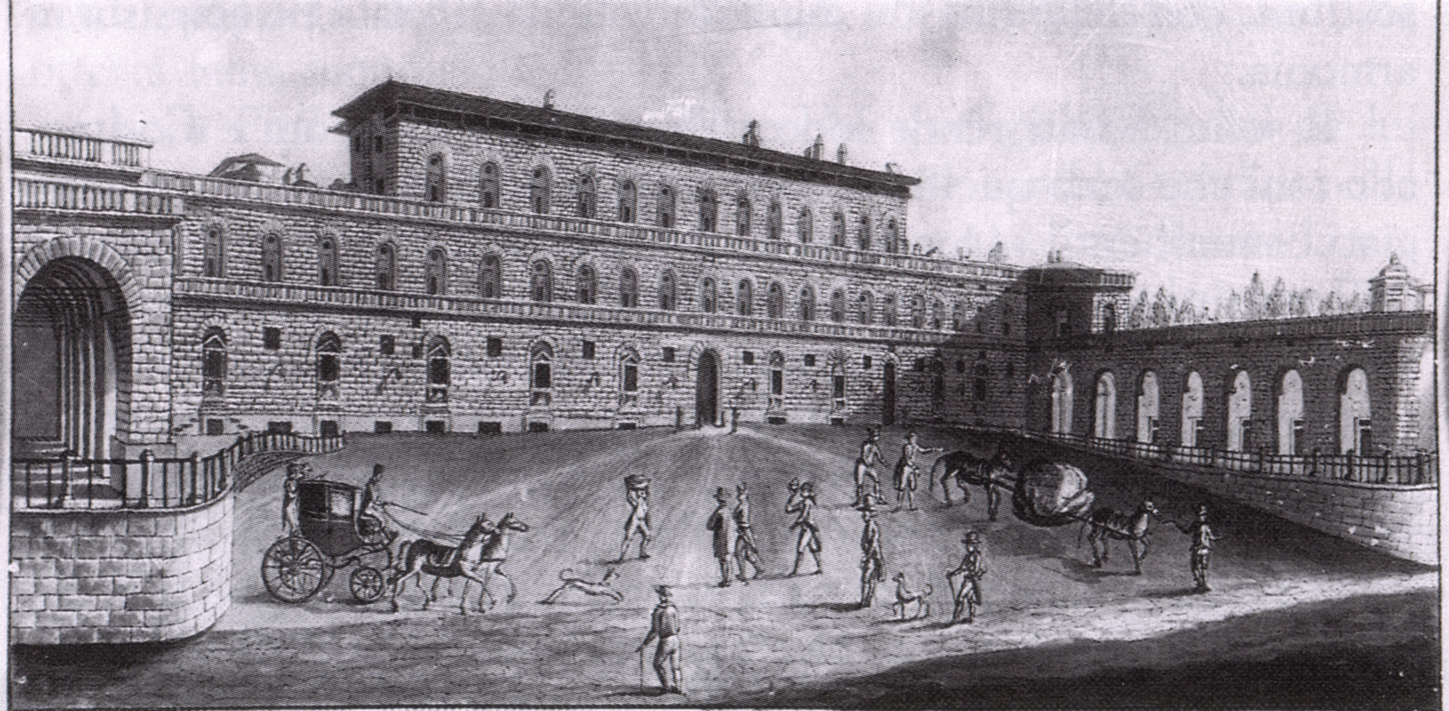
Курдонер палаццо Пітті в 19 столітті.

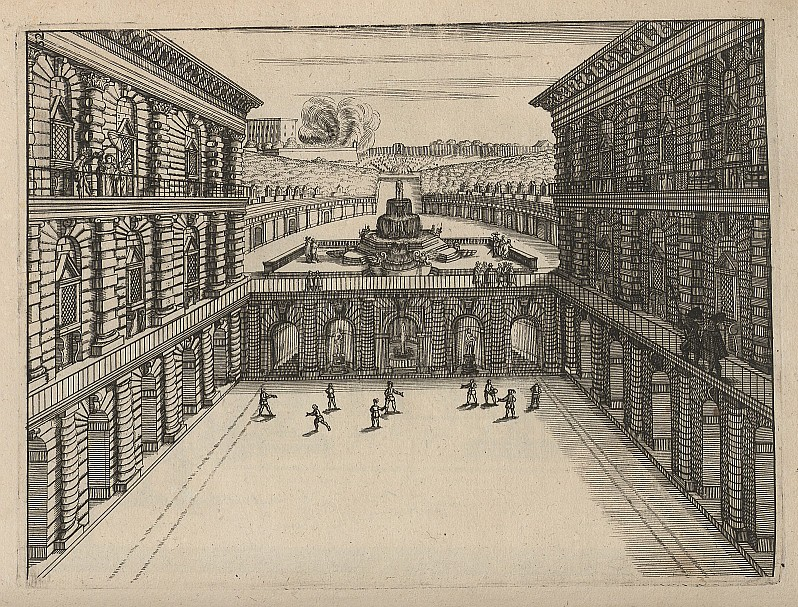
Палаццо Пітті, почесний двір з боку саду. гравюра 1664 року.

Почесні двори отримали поширення в добу бароко. Але виникли раніше 17 століття. Серед перших зразків — почесний двір палаццо Пітті у Флоренції, створений архітектором Бартоломео Амманаті. Цей двір з боку саду облямований пишними і нервово напруженими фасадами в стилі маньєризм. Ще кращий зразок почесного двору виник перед протилежним фасадом після добудови бічних, (первісно відсутніх) одноповерхових флігелів з галереями, відкритими у двір. Ділянка землі цього курдонеру має невеликий ухил, палац височить на невеликому пагорбі, що додало двору природної виразності, добре обіграної мистецтвом (руст споруди, металеві ліхтарі з візерунками тощо). Вдала комбінація природного і мистецького була помічена художниками, що створили низку гравюр з зображенням цих дворів. Нові ракурси курдонерів палаццо Пітті побачили сучасні фотомайстри.
Архітектура бароко багато чого запозичило з маньєризму, серед запозиченого — і курдонер.
Розкішний зразок курдонеру створений біля палацу в Версалі з боку трьох шляхів. Його утворюють ламані лінії бічних корпусів, а кожна ділянка двору зменшується і наче підводить пишний кортеж до королівського палацу, бо теж бере участь в церемонії прибуття монарха до парадного порталу.
У добу бароко виникає низка варіантів курдонерів, відкритих у простір або відокремлених від нього тим чі іншим засобом. Власні зразки курдонерів мають:
- палац Хет Лоо, Голландія
- палац Шенбрунн, Відень
- палац архієпископа, Вюрцбург
- палац Євгена Савойського, Шлосс Хоф
- палац Бленхейм, Англія
- палац Ступініджі, Турин, Італія

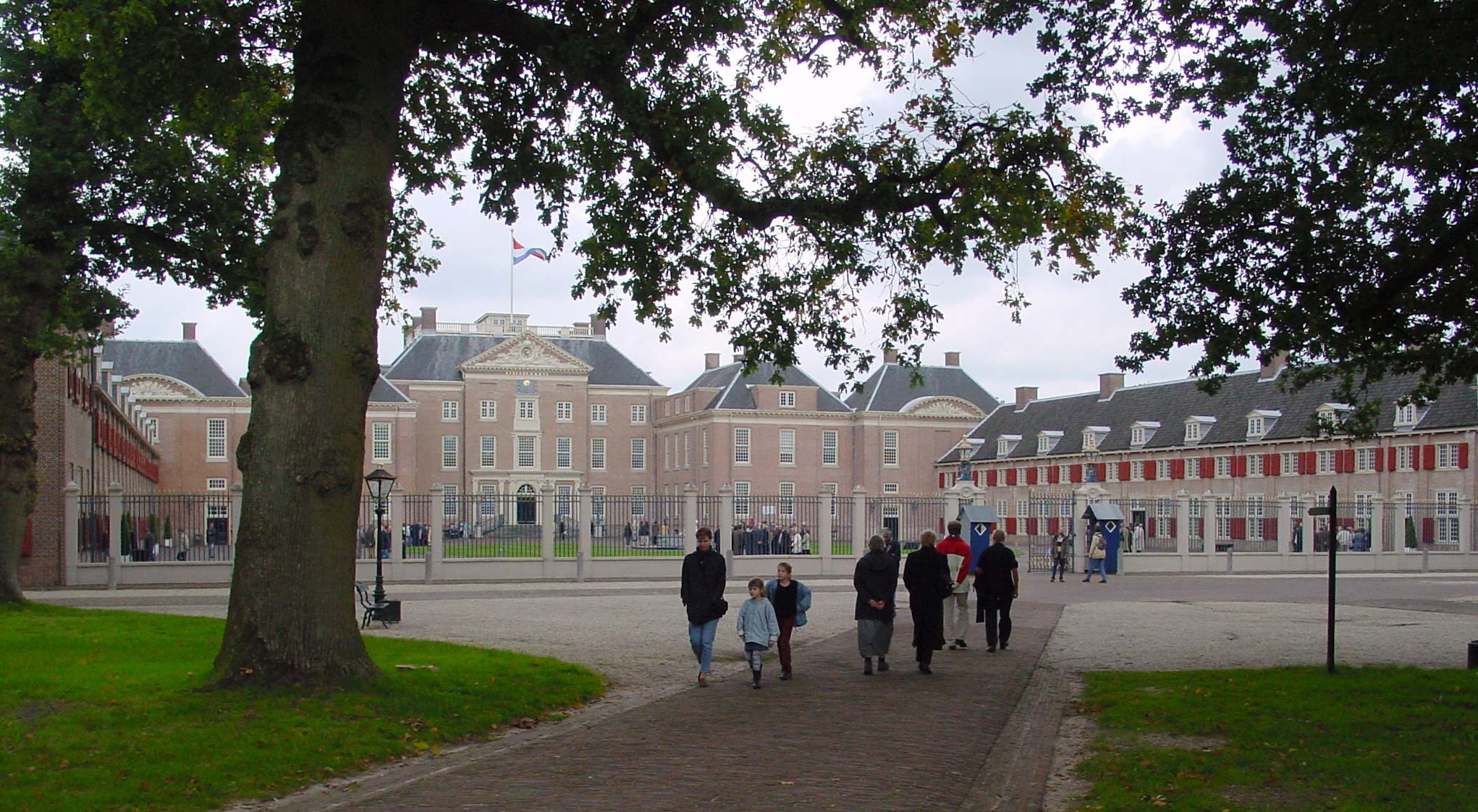
Курдонер палацу Хет Лоо
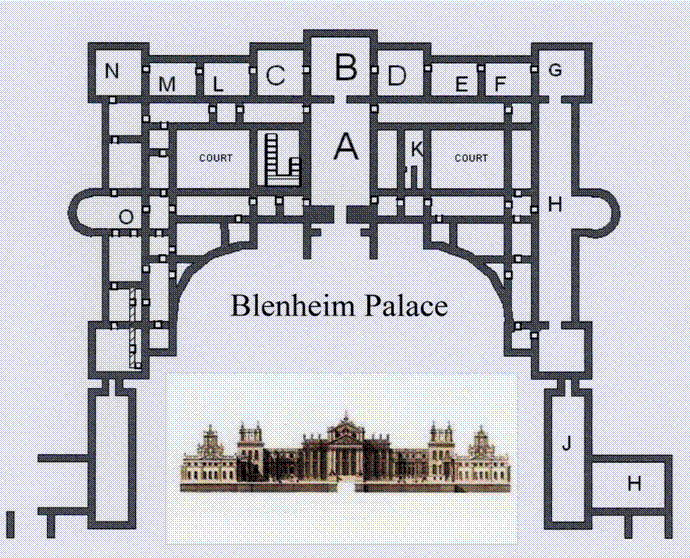
Палац Бленхейм, Англія, план
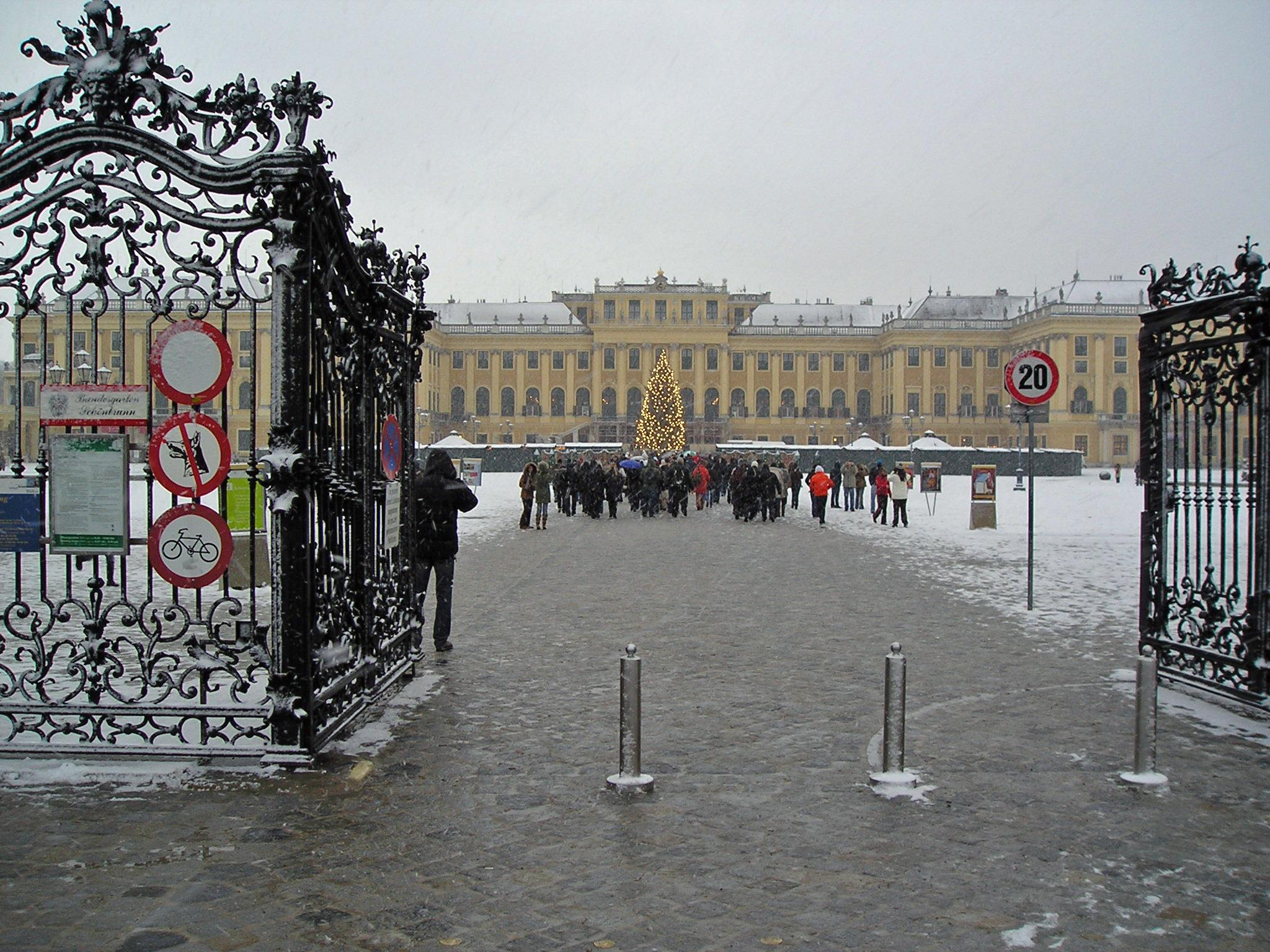
Курдонер палацу Шенбрунн
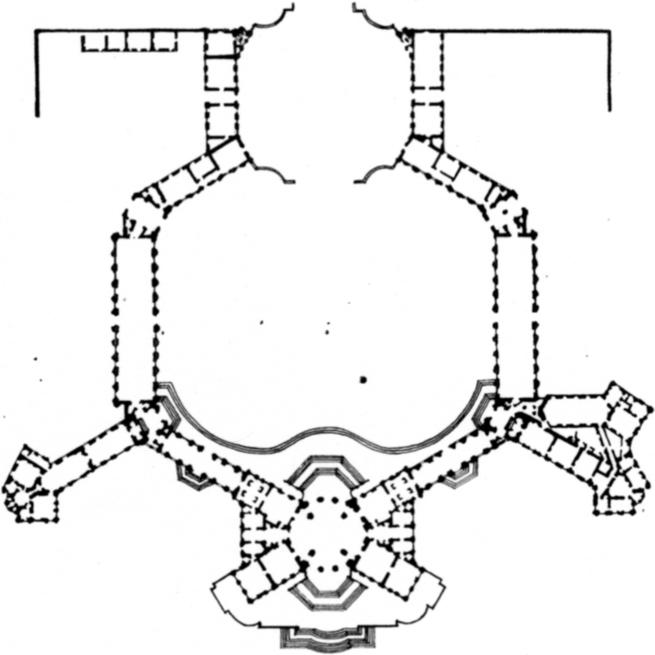
Палац Ступініджі з двома почесними дворами, план

Курдонер був бажаною частиною палацової споруди монарха чи вельможі, що підкреслювала його статус. Але в добу бароко виникає низка палаців, що не мають курдонера через тісніву міської забудови, не втрачаючи при цьому величі (Чернінський палац, Валдштейнський палац, палац Клам-Галаса — всі в істоличній частині міста Прага)
З початку 18 століття і виходу на політичну арену Європи нового державного утворення Російської імперії, курдонер стає частиною також російських вельможних та царських палаців:
- Меншиковський палац (Оранієнбаум)
- палац Петра І Дальні Дубки
- садиба Глінки Якова Брюса тощо.

Курдонер (з бароковими квітниками і фонтанами) мав навіть первісний проєкт Олександро-Невського монастиря в Петербурзі (не здійснено).
Цікаві зразки курдонерів запроєктував і запрошений з Франції архітектор Александр Леблон біля палацу в Стрельні, біля палацу в третьому Літньому саду. Кожний з них мав власні особливості — водяний партер у Стрельні, фігурні квітники, доповнені стриженими деревами — біля палацу в третьому Літньому саду. Але ці проєктні рішення не здійснили. Серед перешкод — смаки царя Петра І, зорієнтовані на бюргерські зразки його улюбленої Голландії, де курдонери не мали поширення. Тому курдонерів не мали Літній палац Петра I в Літньому саду, Зимовий палац Петра І та Меншиковський палац у Петербурзі, Італійський палац дружини царя Катерини. Лише пізня орієнтація царя в останні роки життя на пишні зразки королівських резиденцій у Франції та Австрії навертає і його до проєктів з почесними дворами.
В короткий період Розвиненого бароко в Російській імперії цікаві зразки курдонерів дав архітектор Вартоломей Растреллі (Рундальський палац для Бірона, Воронцовський палац (Петербург) для російського канцлера, Літній палац для імператриці Єлизавети Петрівни тощо.) Серед нечастих зразків провінційних курдонерів доби бароко виділявся почесний двір садиби Хмеліта родини Грибоєдових в Смоленській губернії (реставрований наприкінці 20 століття).

## Курдонер в добу класицизму

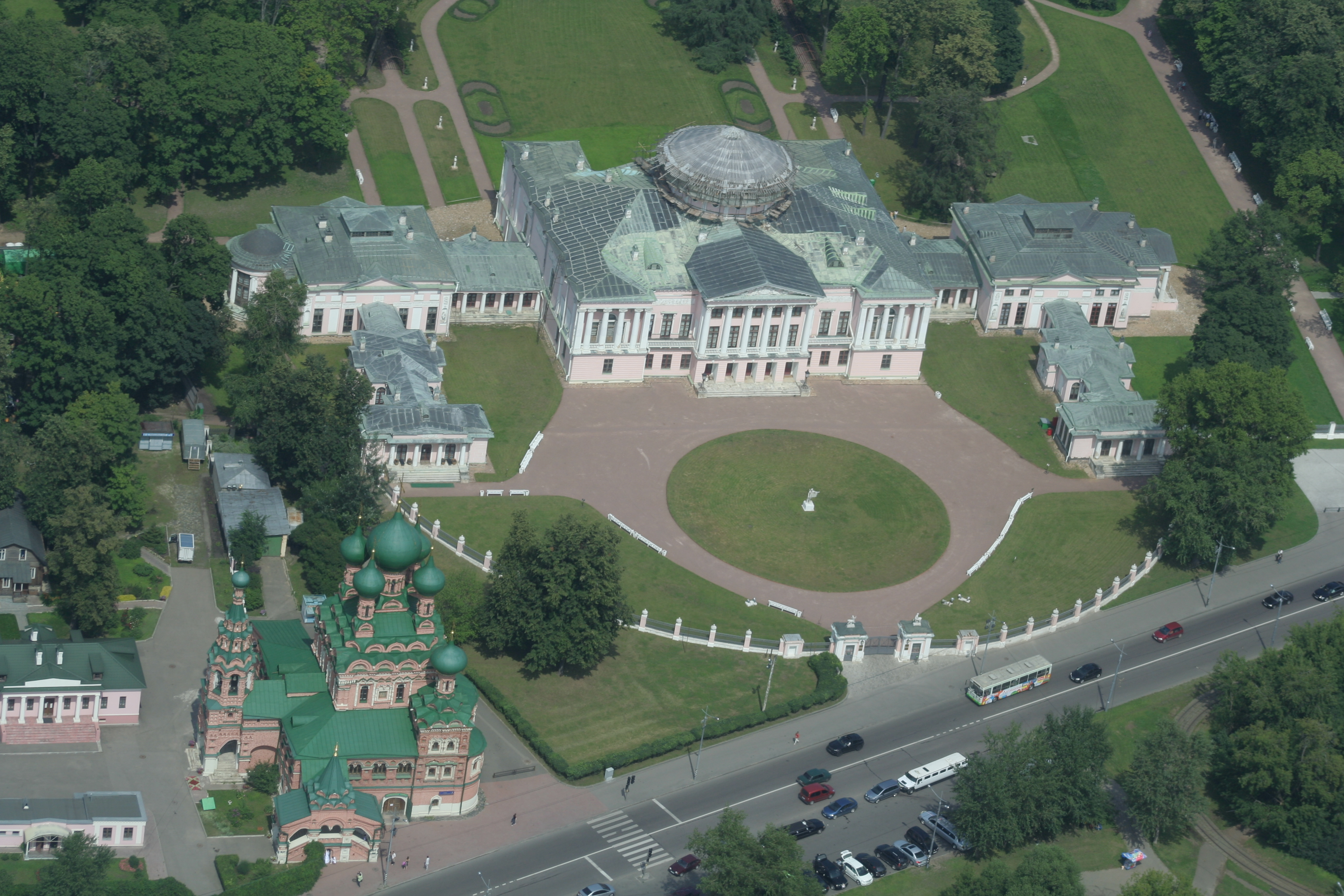
Курдонер в садибі Останкіно.

Курдонер в садибі Знаменське-Райок

Курдонер не зникає і в добу класицизму. Але його використання більш статусне, тому він — частина офіційних резиденцій володарів чи амбітних вельмож (курдонер палацу Кирили Розумовського в Петербурзі, курдонер Гатчинського палацу фаворита імператриці Григорія Орлова, курдонер Таврійського палацу, що належав князю Григорію Потьомкіну чи імператриці, почесні двори з колонадами в офіційній резиденції Пела Катерини II, курдонер палацу Шереметєва у Китай-городі в Москві).
У добу класицизму курдонер перестає бути приналежністю тільки міських палаців і приходить в провінційні садиби.
Індивідуальне розпланування отримали садибні палаци російських вельмож з курдонерами, серед яких —
- Петровське-Алабіно Н. А. Демидова (архітектор Казаков Матвій Федорович)
- Останкіно М. П. Шереметєва
- Середниково родини Столипіних
- Ярополець родини Гончарових
- Валуєво Мусіна-Пушкіна
- Архангельське Голіциних, що перейшло Юсуповим

Виникають і унікальні рішення, серед яких розпланування провінційної садиби Ярополець полководця, генерала З. Г. Чернишова. Парадний фасад садиби розтягнуто на чотириста двадцять (420) метрів, який утворюють великі бічні флігелі та курдонер між ними (архітектор Валлєн Деламот. На початок 21 ст. палац в аварійному стані, як і курдонер).
Спроби створити садибні комплекси з курдонерами робили різні архітектори. Неабиякою майстерністю відрізнялись:
- садиба Петровське-Розумовське на околиці Москви (нині значно перебудована, Сільськогосподарська академія)
- садиба Гагаріна Нікольське-Гагаріно (архітектор Старов Іван Єгорович, нині інтернат для розумово відсталих дітей)
- садиба Вишеньки полководця П. О. Рум'янцева-Задунайського в провінції Україна (нині провінційний санаторій)
- садиба вельможі Ф. Глєбова Знаменське-Райок, що використовувалась як Подорожній палац Катерини II (архітектор Львов Микола Олександрович)
- садиба Голіциних Мар'їно під Петербургом та інші.

Спроби створити садибні комплекси з курдонерами зробив і архітектор Джакомо Кваренгі, якому добре удавалися окремі, дещо ізольовані споруди і погано — ансамблі. В проєкті садиби для фаворита Катерини II Ланського у Вельо курдонер утворювали дві низки службових будівель по шість на кожному боці (не здійснено). Міська велич була притаманна і садибі графа П. В. Завадовського, яку спаплюжили роки і байдужі люди, перебуває у вкрай поруйнованому стані.

## Курдонер в Україні
- В унікально-архітектурній споруді Чернівецького національного університету наявний величний курдонер в поєднанні з оригінальним клуатром.

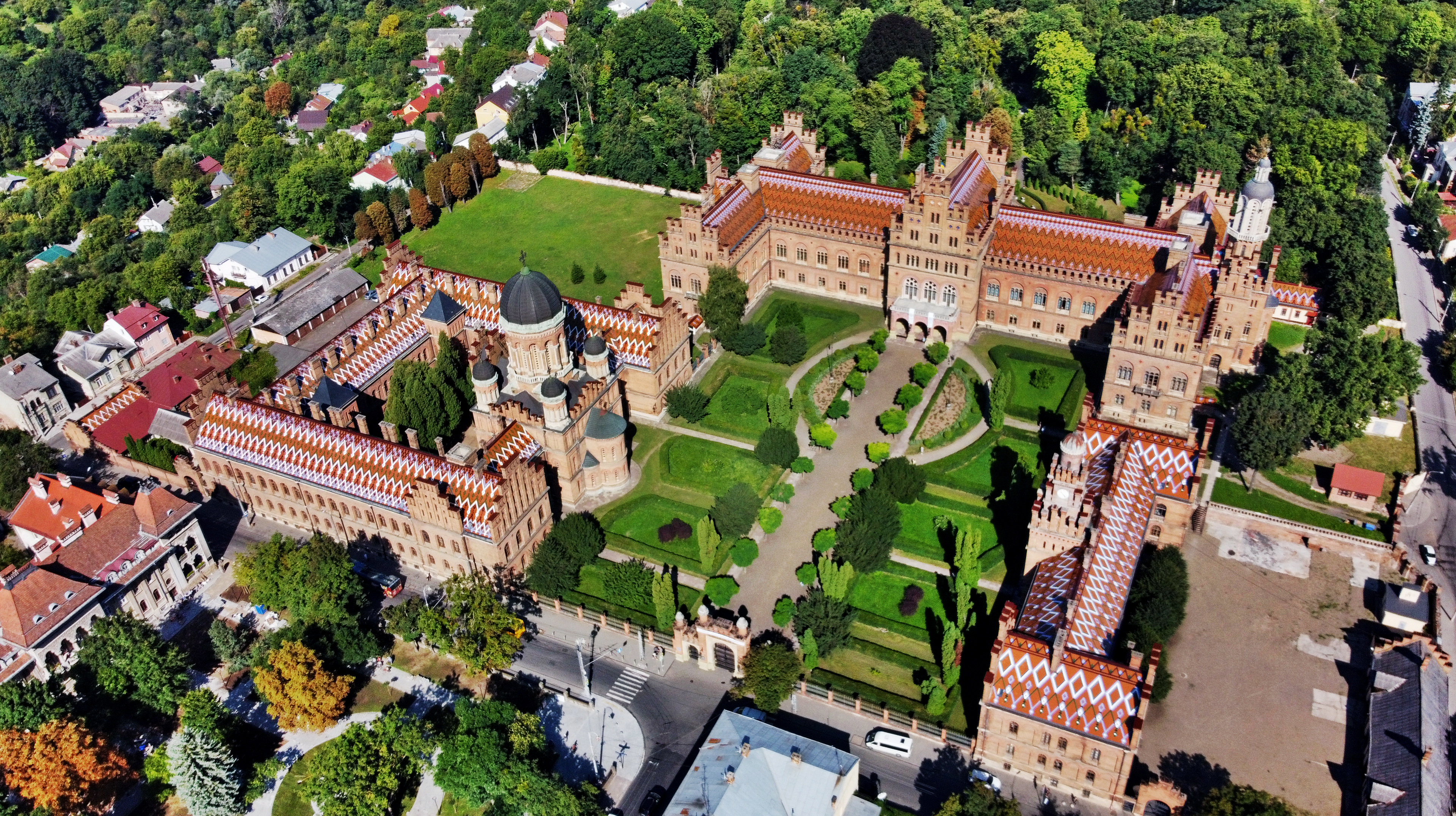
Клуатр (ліворуч) з курдинором в споруді Чернівецького університету

### Різновиди

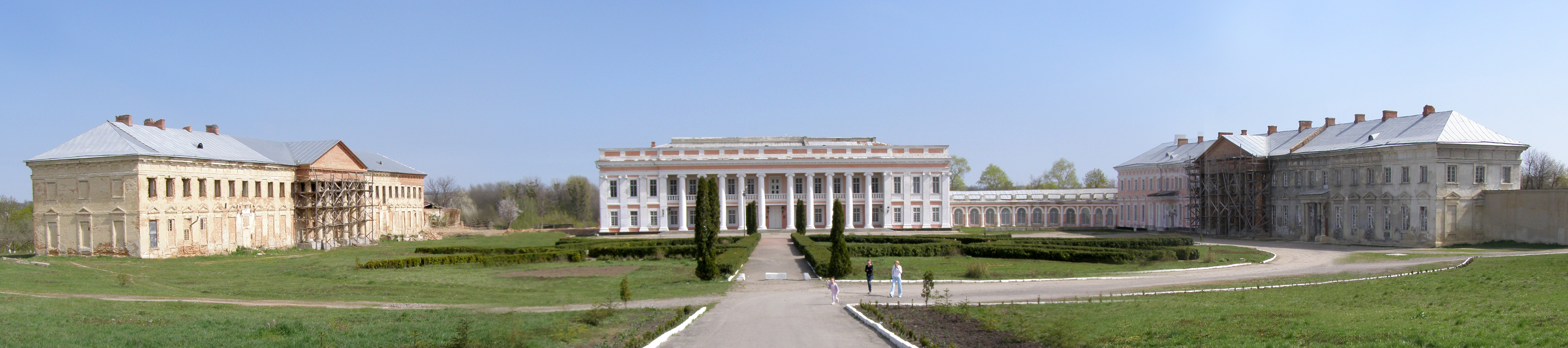
Палац Потоцьких — Панорамний знімок всього комплексу, 2009 рік.

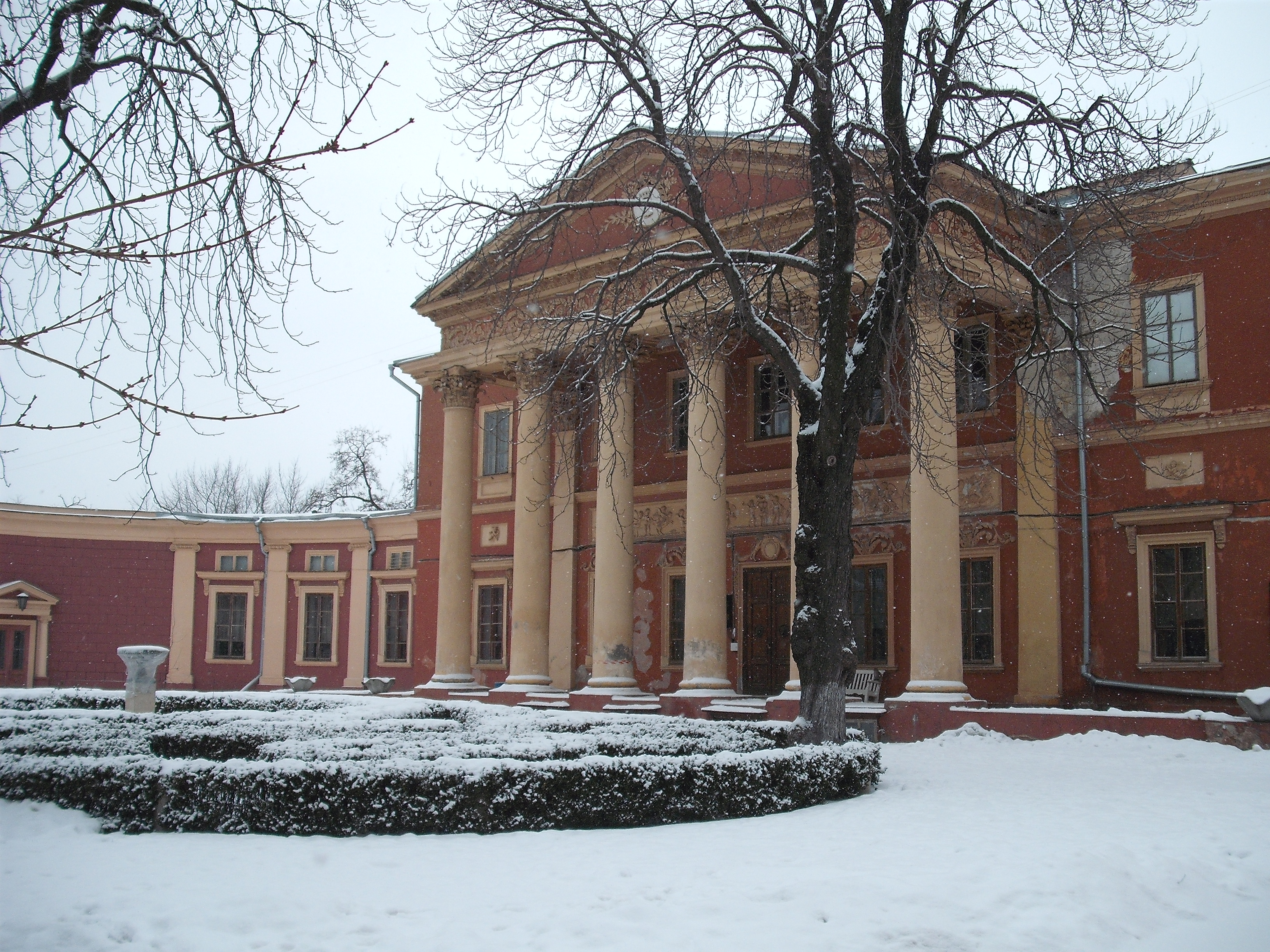
Колишній палац Потоцьких, нині Одеський художній музей, курдонер.

Низка садибних комплексів з палацами і курдонерами була створена і на західних землях України, що входила до складу Польщі. Використані проєкти польських чи закордонних архітекторів — * міський палац Бесядецьких, Львів, збережений, в аварійному стані
- Палац Сєменських-Левицьких Львів
- Палац архієпископів (Оброшине)
- палац Потоцьких (Тульчин) (архітектор Лакруа, комплекс частково поруйнований)
- Палац Стецьких (Великі Межирічі) (архітектор Доменіко Мерліні, нині інтернат)
- палац Можайського, Вороновиця, Вінниччина, можливо, проєкт Д. Мерліні, (нині Вороновицький музей історії авіації та космонавтики України

На правобережній Україні частіше використовували проєкти архітекторів Російської імперії -
- Палац графа Безбородька, Стольне, (архітектор Дж. Кваренгі, зруйновано)
- садиба Вишеньки полководця П. О. Рум'янцева-Задунайського в провінції Україна (нині провінційний санаторій, Чернігівська область)
- Качанівка (національний історико-культурний заповідник) Тарновських
- Одеса. Циркульний корпус і курдонер, (архітектор Тома де Томон, нині лікарня № 5, в аварійному стані
- Одеса. Колишній палац Потоцьких (нині Одеський художній музей)

До найкращих зразків садиб зі збереженими курдонерами належать міський палац Бесядецьких, Львів та комплекс в Оброшино, де збережено фігурний паркан, надбрамні скульптури доби рококо, бічні флігелі і рідкісну атмосферу оригіналів 18-19 століть.

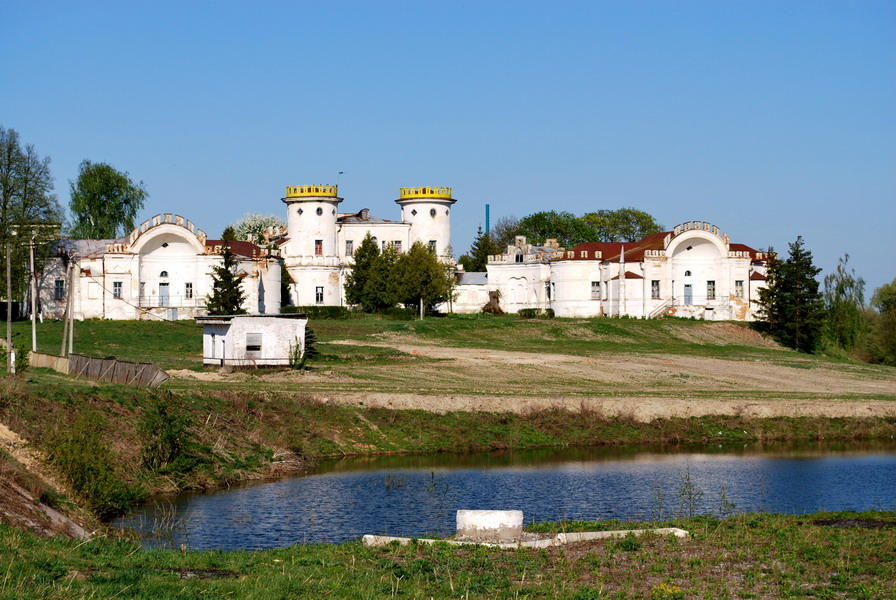
Садиба Вишеньки, нині санаторій
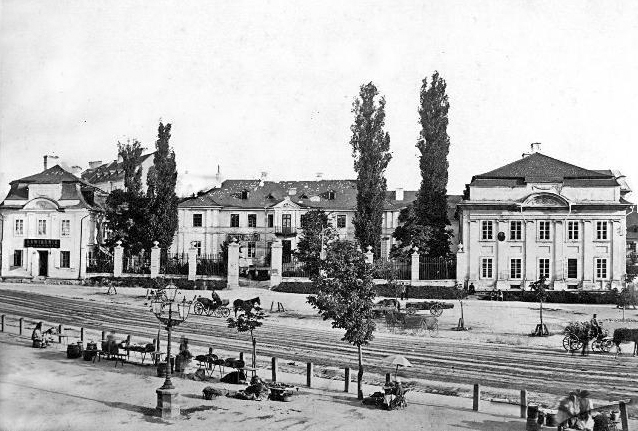
Львів, палац Бесядецьких у 1870 р.
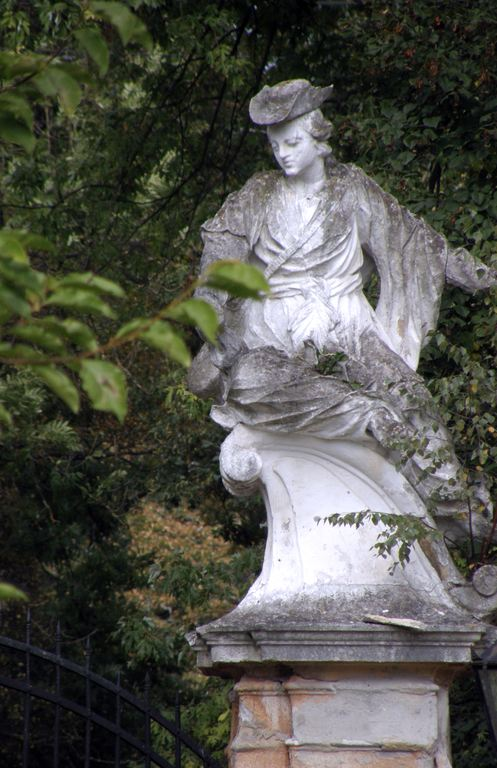
Оброшине, статуя на в'їзді до палацу

### Київ
- Найвідомішим у столиці є курдинор Маріїнського палацу

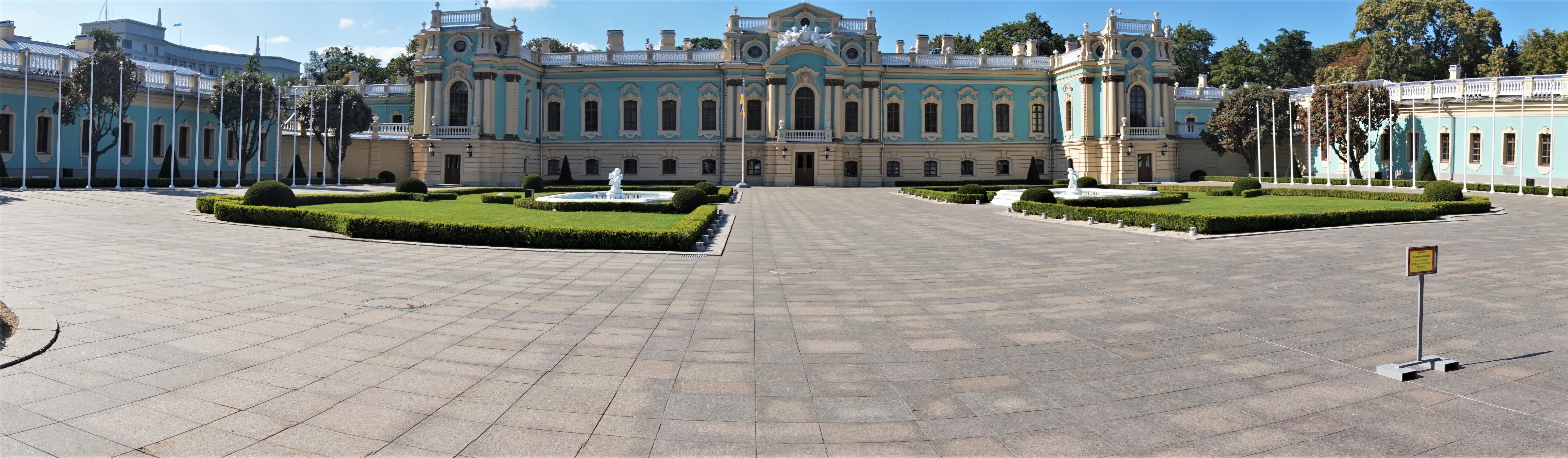
Курдонер Маріїнського палацу

- Найбільший курдонер у столиці представлений спорудою головного корпусу Київського політехнічного інституту. Унікальність даної споруди полягає у одночасній наявності чотирьох курдонерів та великого  клуатру навколо одного приміщення, що не має аналогів в Україні.

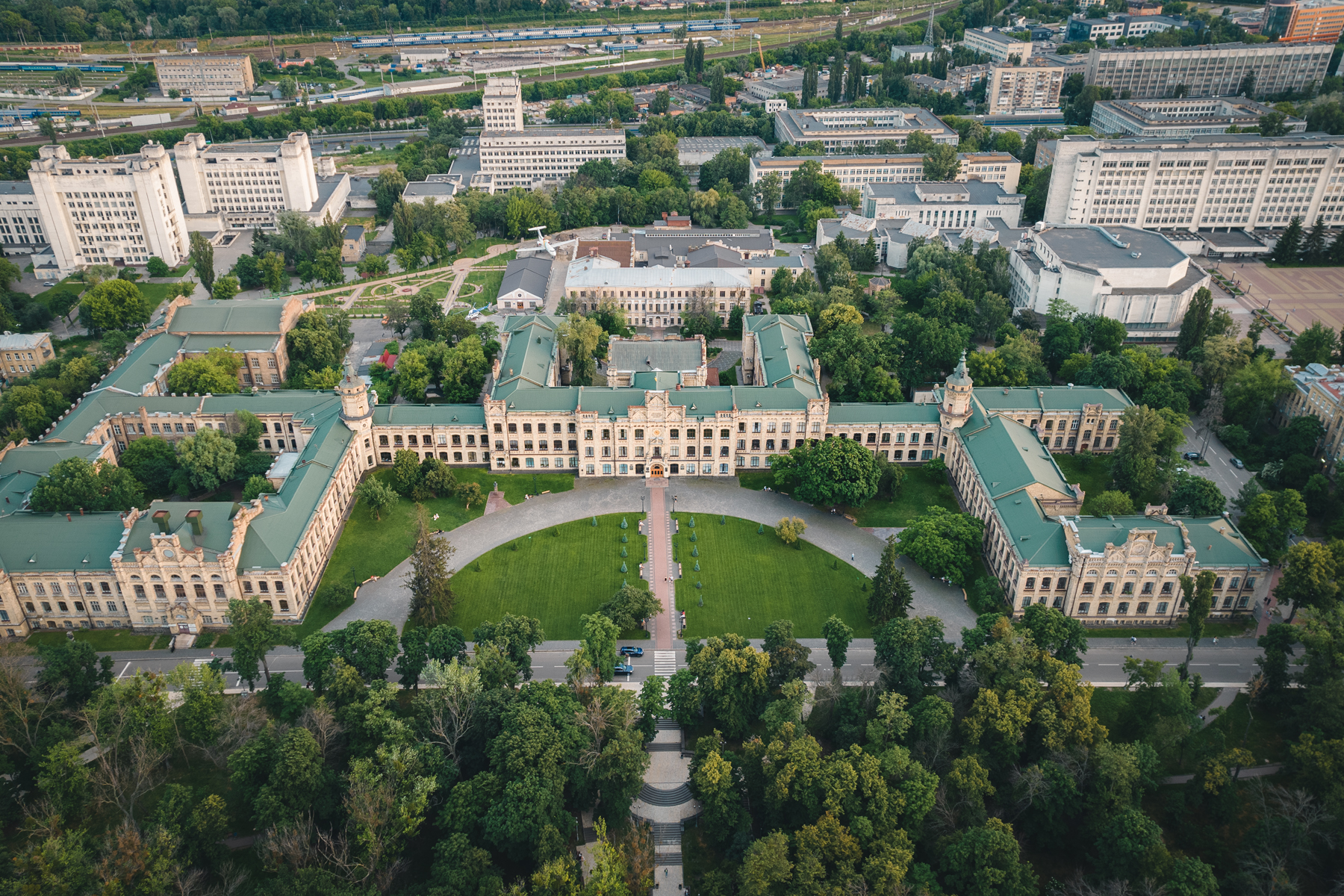
Курдонер головного корпусу КПІ

- Оригінальною спорудою зі зовнішнім та внутрішнім курдонером є приміщення Київського військового ліцею імені Івана Богуна

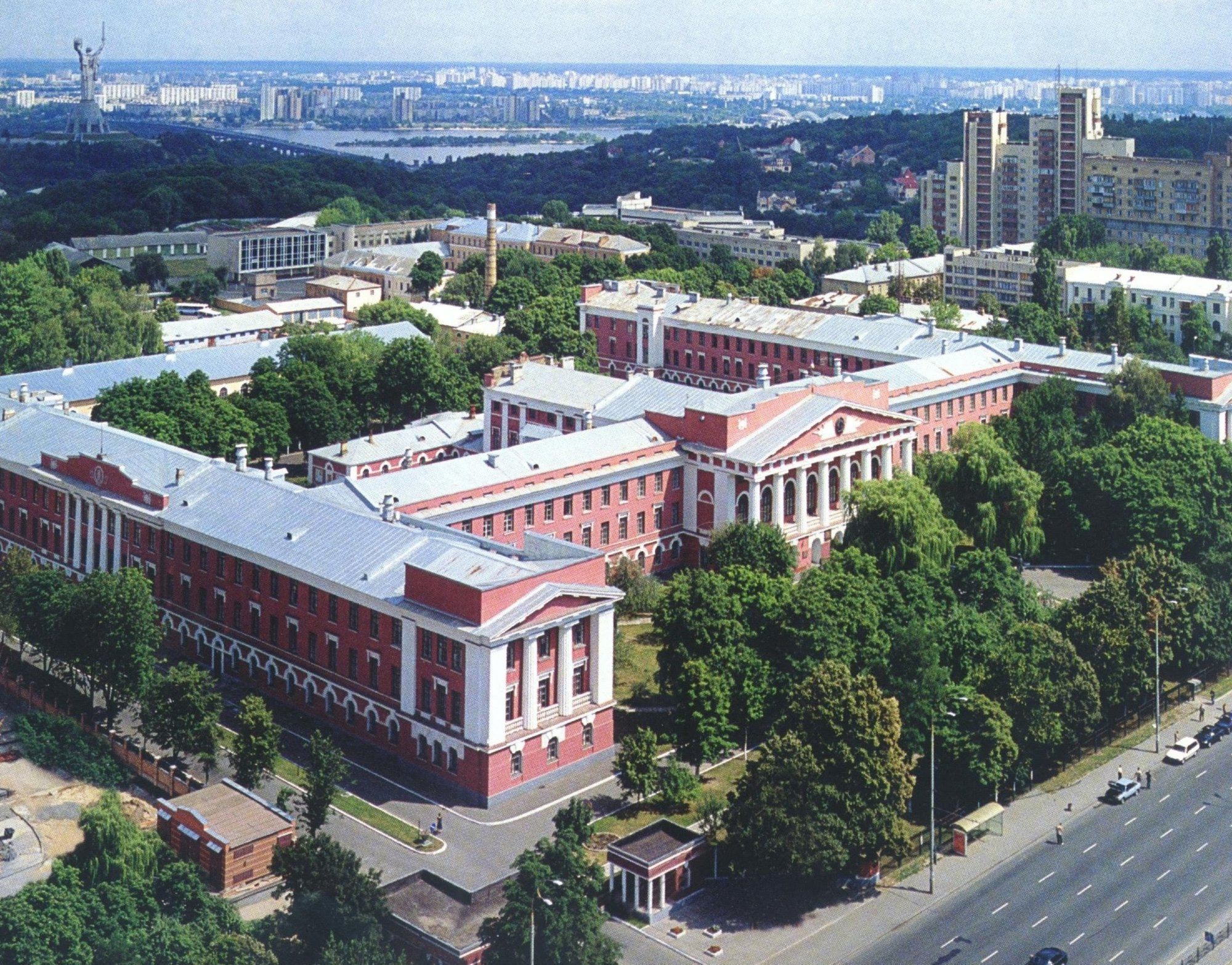
Зовнішній та внутрішній курдонери споруди військового ліцею ім. І. Богуна

- Також курдонер представлений 8-м павільйоном Національного експоцентру України

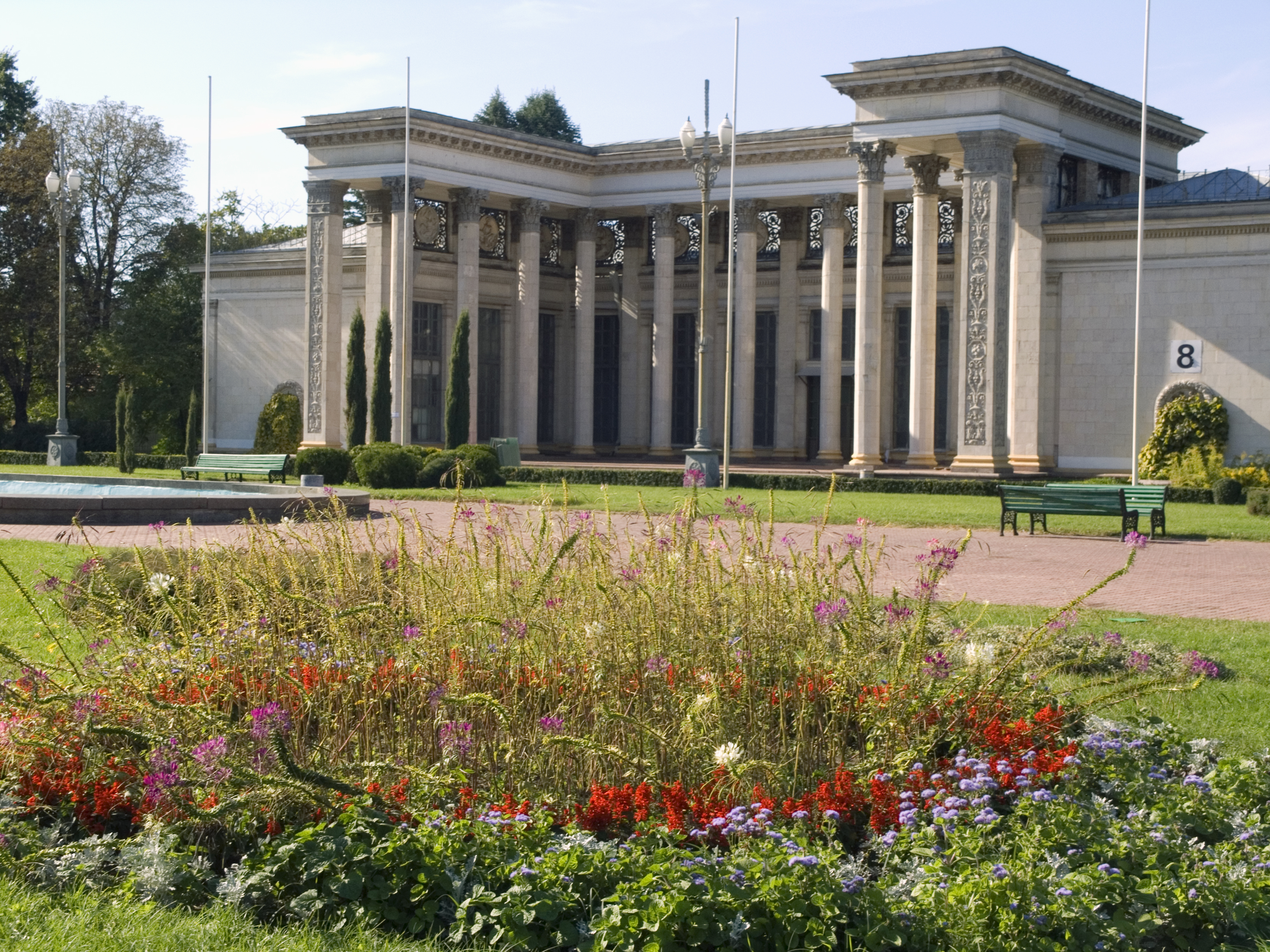
Курдонер 8-го павільйону ВДНГ в Києві